# Сабо, Аттила (легкоатлет)
Аттила Сабо (венг. Szabó Attila; род. 16 июля 1984, Будапешт) — венгерский легкоатлет, специалист по многоборьям. Выступал за сборную Венгрии по лёгкой атлетике в 2005—2013 годах, бронзовый призёр Универсиады в Белграде, победитель и призёр первенств национального значения, участник летних Олимпийских игр в Лондоне.

## Биография
Аттила Сабо родился 16 июля 1984 года в Будапеште.
Впервые заявил о себе в лёгкой атлетике на международном уровне в сезоне 2005 года, когда вошёл в состав венгерской национальной сборной и выступил на молодёжном европейском первенстве в Эрфурте, где в программе десятиборья стал одиннадцатым.
В 2007 году впервые выиграл чемпионат Венгрии в десятиборье.
В 2009 году вновь был лучшим в зачёте венгерского национального первенства, занял 18-е место на международных соревнованиях Hypo-Meeting в Австрии. Будучи студентом, представлял страну на летней Универсиаде в Белграде, откуда привёз награду бронзового достоинства, выигранную в десятиборье — уступил здесь только белорусу Николаю Шубенку и новозеландцу Бренту Ньюдику. На последовавшем чемпионате мира в Берлине с результатом в 7610 очков занял 31-е место.
В 2012 году на соревнованиях в Будапеште установил свой личный рекорд в десятиборье — 8003 очков. Благодаря череде удачных выступлений удостоился права защищать честь страны на летних Олимпийских играх в Лондоне — набрал в сумме всех дисциплин десятиборья 7581 очко, расположившись в итоговом протоколе соревнований на 24-й строке.
После лондонской Олимпиады Сабо ещё в течение некоторого времени оставался в составе легкоатлетической команды Венгрии и продолжал принимать участие в крупнейших международных стартах. Так, в 2013 году он отметился выступлением на чемпионате Европы в помещении в Гётеборге и в первой лиге Кубка Европы по легкоатлетическим многоборьям в Ноттвиле.
В январе 2014 года был дисквалифицирован на год за пропуск трёх допинг-тестов.